# 바라타족
바라타족(산스크리트어: भारत लोग)은 기원전 제2천년기 후기에 존재했던 초기 베다 부족이다.
바라타족이 가장 초기에 언급된 장소는 아프가니스탄 남부의 첫 번째 사라스바티강에 있었다. 족장 디보다사가 이끄는 바라타족은 힌두쿠시산맥을 통해 이동하여 삼바라를 패배시켰다. 디보다사의 후손인 수다스는 푸루족이 이끄는 연합과의 십왕전투에서 이겼고, 그 후 리그베다 찬가들의 초기 편집이 수행되었다. 전투 후에, 바라타족과 다른 푸루족은 마침내 인도 역사상 최초로 증명된 국가인 쿠루 왕국을 형성했다.

## 어원
바라타(Bharata)라는 이름은 "운반자"를 의미하는 인도이란어파 단어에서 유래하였다.

## 역사
두 바라타인인 데바스라바 바라타와 데바바타 바라타는 아파야, 사라스바티강과 드리사드바티강 인근에 살고 있는 것으로 언급된다.
데바바타의 아들 스린자야 다이바바타는 투르바사족을 무찌렀고, 바라시카의 브리키반트족을 무찌른 아브야바르틴 차야마나와 함께 언급된다. 이 전투는 오늘날 아프가니스탄 동부의 하리유피야강과 야브야바티강(오늘날의 조브강)에서 일어났다. 사라스바티에게 보내는 찬가에 따르면, 그녀는 바드리야스바를 도와 인색한 사람, 외국인, 신들의 모욕자, 험담자, 그리고 브리사야의 아들들을 물리쳤다고 한다. 비첼은 브리사야라는 이름이 비인도아리아 계통의 이름이라고 지적하고,  파르폴라는 그 이름이 박트리아-마르기아나 고고학적 복합체의 언어에서 왔다고 제시한다. 그는 브리사야가 이 지역의 세습 왕정이었으며 알렉산드로스 대왕 시대까지 존재했다고 주장한다. 게다가, 시인은 사라스바티강을 떠나지 않으려는 마음을 표현한다.   두 가지를 언급하는 두 찬가 모두 바라드바자에 기인하고 있다.
족장 디보다사 아티티그바가 바라타족을 이끌고 북서쪽에서 인도 아대륙과 인접한 힌두쿠시산맥을 통과해 이동했다. 디보다사는 원정 40년째 가을에 원주민 산지 추장인 샴바라의 요새 중 99개를 파괴한 후 이를 격파했다. 디보다사 치하에서 바라타족은 야두족, 투르바사족과 적대했으며, 디보다사의 동맹으로는 프라스토카, 아스바타 및 스린자야의 아들이 있었다. 학자들은 스린자야의 아들이 프라타쇼카 또는 아스바타와 다른 사람인지에 대해 의견이 분분하다. 몇몇 리그베다 시인들은 디보다사와 바라드바자 사이의 후원자-고객 관계를 언급한다. 수호트라 바라드바자의 찬가에 따르면 바라드바자는 디보다사와 함께 삼바라와의 전투에 참여했다. 또 다른 찬가에서 가르가 바라드바자는 디보다사와 그의 동료들이 바라드바자에 기부한 선물을 열거하며, 그중에는 샴바라에서 약탈한 전리품의 일부도 포함되어 있다.
수다스 파이자바나(디보다사의 후손)와 그의 푸로히타 비슈바미트라 가티나의 통치하에서 바라타족은 비파스강과 수투드리강(오늘날의 베아스강과 수틀레지강)을 건넜다. 나중에 푸로히타의 자리는 비슈바미트라에서 바시슈타로 대체되었다.

### 십왕 전투
이윽고 바시슈타는 푸루족과 함께 바라타족에 대항하여 싸웠지만, 수다스와 바시슈타의 지도 아래 트리추-바라타 연합이 다사라즈나 전투에서 승리한다. 전투의 첫 번째 단계는 쿠루크셰트라 서쪽 마누샤 근처의 파루쉬니강(지금의 라비강) 유역에서 벌어졌다. 주요 적대자는 의심스럽고 전투에 참여한 부족들의 이름은 이름의 음운학적 변형으로 인해 추정하기 어렵다. 바라타족과 싸운 부족 연합의 유력한 세력으로는 푸루족, 야두족, 야크수족, 마츠야족, 드루유족, 파크타족, 발라나족, 알리나족, 비샤닌족, 시바족, 바이카르나족, 아누족 등이 있다.
찬가에서 여러 번 강조되었듯이 숫자로 보면 불평등한 전투처럼 보이지만 수다스는 강에 있는 (자연적인) 제방을 전략적으로 뚫고 대부분의 적들을 익사시킴으로써 부족 동맹에 맞서 결정적으로 승리했다. 베다 신화에 따르면 이 승리는 바시슈타의 시학에 의해 축복이 확보된 바라타족의 수호신 인드라의 자비와 전략에 기인한다.
이후 전장은 아마도 야무나 강둑으로 옮겨갔고, 그곳의 지역 족장인 베다는 아자족, 시그라족, 야크수족 등 3개 부족과 함께 바라타족에게 패배했다.

#### 여파
십왕 전투는 바라타족이 사라스바티강을 중심으로 한 푸루 영토(서부 펀자브) 전체를 점령하고 동쪽으로의 이동을 완료하는 결과를 가져왔다. 수다스는 북쪽과 동쪽, 서쪽에서 오는 적들로부터 자유로운 영토의 수립을 기념하기 위해 아슈바메다 의식을 거행하여 승리를 자축했다. 그는 여전히 남쪽의 칸다바 숲에 적을 두고 있었는데, 그곳에는 멸시받는 비인도아리아계 부족인 키카타족이 살고 있었다.
푸루족과 바라타족 사이의 정치적 재편성은 아마도 곧 뒤따랐을 것이며 부족 연합의 다른 파벌도 포함했을 것이다. 이것은 리그베다의 핵심 컬렉션이 양측의 씨족 찬가를 눈에 띄게 특징으로 하는 방식에서 드러난다.
리그베다에는 수다스의 후손이나 그를 계승한 바라타 족장에 대한 명확한 언급이 없다. 바라타족은 결국 쿠루 왕국으로 발전하였지만 리그베다와 다른 베다들 사이의 시간 차이로 인해 쿠루 왕국으로의 이행에 대한 기록은 없다.

## 후기 문학의 유산
서사시 마하바라타에서 쿠루족의 조상은 바라타 황제가 되며, 그의 통치자이자 왕국은 바라타라고 불린다. 마하바라타에 언급된 바라타족은 야두족의 사촌인 푸루족의 하위 씨족인 쿠루족이다. 바라타는 오늘날 인도 공화국의 정식 명칭으로 사용되고 있다.

## 주해
1. ↑  카를 프리드리히 겔드너는 그것을 베다라고 잘못 생각했다. 비첼은 트라사다시유를 제시하며, 팔리하와다나는 트라사다시유의 아버지인 푸루쿠타를 제시한다.[20]

## 같이 보기
- 베다 시대

## 참고 문헌
- Jamison, Stephanie; Brereton, Joel (2014). 《The Rigveda: The Earliest Religious Poetry of India》. Oxford University Press.
- Palihawadana, Mahinda (2017). “The Indra Cult as Ideology: A Clue to Power Struggle in an Ancient Society”. 《Electronic Journal of Vedic Studies》 24 (2): 19–166. doi:10.11588/ejvs.2017.2.2667.
- Witzel, Michael (1995a). 〈Ṛgvedic history: poets, chieftains and polities〉.   Erdosy, George. 《The Indo-Aryans of Ancient South Asia: Language, Material Culture and Ethnicity》. De Gruyter.
- Witzel, Michael (1999). 〈Aryan and non-Aryan Names in Vedic India. Data for the linguistic situation, c. 1900-500 B.C〉.   Bronkhorst, J.; Deshpande. 《Aryans and Non-Non-Aryans, Evidence, Interpretation and Ideology.》 3. Harvard Oriental Series, Opera Minora.